# Ottorino Carletti
Ottorino Carletti (Cremona, 26 luglio 1873 – Roma, 15 aprile 1941) è stato un militare, funzionario e politico italiano.

## Biografia
Figlio di Luigi Carletti (vedi famiglia), volontario garibaldino, scelse la carriera militare all'età di dodici anni intraprendendo gli studi presso la Regia Militare Accademia di Torino.
Nel 1911 prese parte alla guerra italo-turca organizzando e dirigendo gli sbarchi di Tripoli. Al termine delle operazioni belliche si trattenne in Libia con la mansione di Capo dell'Ufficio Intendenza del Corpo di Spedizione Italiano.
Durante la prima guerra mondiale fu Capo di Stato Maggiore di Divisione, di Corpo d'Armata e d'Armata col grado di tenente colonnello. Combatté alla presa di Gorizia al fianco del gen. Gaetano Giardino, poi sul Montello e sul Piave al fianco del gen. Enrico Caviglia, infine compartecipò all'elaborazione dei piani per la risolutiva battaglia di Vittorio Veneto guadagnandosi in due distinte circostanze la Medaglia d'Argento al Valor Militare.
Terminata la grande guerra cooperò con il Ministero degli esteri prendendo parte a missioni di carattere diplomatico. Nel 1919 fu delegato italiano in Russia presso l'esercito controrivoluzionario del gen. Denikin; nel 1920 fu tra gli esperti militari della Commissione per il trattato di Rapallo; nel 1921 rappresentò il governo italiano nella Speciale Commissione atta a definire i confini tra la Jugoslavia e lo Stato libero di Fiume. In quest'ultima circostanza fu oltremodo perito della delegazione italiana nella commissione mista per le questioni interne fiumane.
Fascista della prima ora, oltremodo apprezzato da Mussolini, fu capo della Divisione di Stato Maggiore del Ministero della Guerra e Capo di Gabinetto di undici Ministri  a partire dal 31 ottobre 1922.
Il 9 marzo 1924 fu designato Consigliere di Stato di 1ª classe mentre il 26 febbraio 1929 nominato Senatore dell'Italia fascista o più semplicemente Senatore del Regno d'Italia. Dal 1930 fu altresì Consigliere della Banca Nazionale del Lavoro e della Cooperazione e Socio della Società Geografica Italiana.
Nel 1934 ricevette l'incarico di Segretario dell'Ufficio di Presidenza del Senato.
Durante la guerra d'Etiopia, 1935-36, si trattenne ad Asmara per presiedere il Comitato di Ordinamento per le spese straordinarie in Eritrea. Al termine del conflitto fu promosso al grado di Generale di Corpo d'Armata.
Nel 1939 venne quindi nominato Questore in Senato, carica che mantenne fino alla morte occorsa a Roma il 15 aprile 1941 per cause naturali.
Riposa nel cimitero di Cremona.